# Mike Pride
Mike Pride (Portland (Maine), 7 juli 1979) is een Amerikaanse rockmuzikant (zang, drums, percussie), componist en docent.

## Biografie
Hij staat bekend om het grote aantal bands waarmee hij speelt en heeft een aanzienlijke reputatie in een groot aantal muzikale gemeenschappen over de hele wereld. Time Out zegt over een album met hem: Pride heeft zowel de slimme jazzlegende Anthony Braxton als de politieke punkers MDC gesteund.
Geboren en getogen in Zuid-Maine, maar sinds 2000 gevestigd in New York, treedt Mike Pride momenteel solo op, leidt hij het moderne jazzkwartet From Bacteria To Boys, de 7-drummer-installatieband Drummer's Corpse en het pianotrio I HATE WORK (die de liedjes van Prides voormalige band, hardcorelegende MDC interpreteert). Hij leidt ook de ensembles Pulverize The Sound (met Peter Evans en Tim Dahl) en Period (met Charlie Looker en Chuck Bettis). Pride staat bekend om zijn vermogen om uit te blinken in een breed scala aan genres en ensembles. Hij heeft met iedereen samengewerkt, van het geïmproviseerde muziekicoon Anthony Braxton tot punklegendes Millions Of Dead Cops, toerde uitgebreid op vier continenten, verscheen op meer dan 100 opnames en toert momenteel de wereldopening voor komiek Amy Schumer met Jason Steins Locksmith Isidore.
Hij werkte samen met Mick Barr, Tim Berne, Boredoms, Eugene Chadbourne, Nels Cline, Andrew D'Angelo, Trevor Dunn, Dynamite Club, Peter Evans, Charles Gayle, Milford Graves, Drew Gress, Mary Halvorson, Curtis Hasselbring, Nona Hendryx, Jon Irabagon, Brad Jones, Haino Keiji, Kirk Knuffke, George Lewis, Frank Lowe, Bill McHenry, Tony Malaby, Sam Mickens, Butch Morris, Joe Morris, William Parker, Marc Ribot, Matana Roberts, Herb Robertson, Jamie Saft, Sonny Simmons, Craig Wedren, Nate Wooley, Otomo Yoshihide en John Zorn.

## Discografie

### Als leader
- 2003, 2006: The MPThree: Sleep Cells (Rec. 2003; Utech, 2006), Trio met Mary Halvorson en Trevor Dunn
- 2005: Scrambler (Not Two), met William Parker, Charlie Looker, Tony Malaby
- 2010: Mike Pride's From Bacteria to Boys: Betweenwhile (AUM Fidelity), met Darius Jones, Peter Bitenc, Alexis Marcelo
- 2013: Drummer's Corpse (AUM Fidelity)

### Samenwerkingen
- 2003: Anthony Braxton / Sonny Simmons / Brandon Evans / André Vida / Mike Pride / Shanir Blumenkranz (Parallactic)
- 2004: Pale Horse and Rider: Moody Pike (Darla/Agenda)
- 2006: Marcos Fernandes / Mike Pride: A Mountain Is a Mammal (Accretions)
- 2007: Evil Eye: Doin' It All for My Baby (KMB Jazz)
- 2009: Jack Wright / Ben Wright / Mike Pride / Nate Wooley: Tenterhooks (Bug Incision)
- 2012: Kirk Knuffke & Mike Pride: The Exterminating Angel (Not Two)
- 2012: Jon Irabagon / Mike Pride / Mick Barr: I Don't Hear Nothin' But the Blues, Volume 2: Appalachian Haze (Irabbagast)

### Als sideman
Met Marc Gartman
- 2002: All's Well That Ends (Pushpin)

Met Brandon Evans
- 2003: Elliptical Axis 31 (Parallactic)

Met Millions of Dead Cops (MDC)
- 2004: Magnus Dominus Corpus (Sudden Death Records/Yellow Dog Records/Peculio Discos)

Met Burd Early
- 2004: Mind and Mother (Western Vinyl)

Met Aarktica
- 2005: Bleeding Light (Darla)

Met Boredoms
- 2008: 77 Boa Drum (Commmons)
- 2010: 77 Boa Drum (dvd, Thrill Jockey)

Met Jason Stein's Locksmith Isidore
- 2008: A Calculus of Loss (Clean Feed Records)
- 2009: Three Less Than Between (Clean Feed Records)
- 2010: Three Kinds of Happiness (Not Two)

Met Jamie Saft
- 2009: Black Shabbis (Tzadik Records)

Met Yoni Kretzmer Trio
- 2010: Nevertheless (Hopscotch)

Met Quivers
- 2010: Split (Part of album by Chart; Ultramarine)

Met Pretty Monsters
- 2012: Pretty Monsters (Public Eyesore)

Hungry Cowboy
- 2013: Dance (opname 2010; Prom Night)

- Bibliothèque nationale de France: cb16138439v (data)
- International Standard Name Identifier: 0000 0004 4712 8511
- Library of Congress Control Number: no2015021068
- MusicBrainz: c66233da-251e-47a0-b03a-fe7ae68db07c
- Système universitaire de documentation: 162051247
- Virtual International Authority File: 100364526
- WorldCat: E39PBJjtdKt3p8g4q37mDFWv73